# Symploce zarudniana
Symploce zarudniana es una especie de cucaracha del género Symploce, familia Ectobiidae.

## Distribución
Esta especie se encuentra en Irán e Israel.